# Afa Anoaʻi
Gataivasā Afa Amituanaʻi Anoaʻi (21. listopadu 1943 – 16. srpna 2024) byl samojsko-americký profesionální wrestler a manažer.
Proslavil se vystupováním se svým mladším bratrem Sikou pod týmovým názvem The Wild Samoans. Po odchodu z profesionálního wrestlingu v roce 1995 provozoval propagační organizaci World Xtreme Wrestling a trénoval zápasníky v tréninkovém centru Wild Samoan Training Center v Minneole na Floridě.
V roce 2007 byl společně se svým bratrem Sikou jmenován do síně slávy WWE.

## Osobní život
Kromě wrestlingu se věnoval i charitativním činnostem.
V roce 1999 patřil mezi spoluzakladatele neziskové organizace Usos Foundation, jejímž cílem je odvrátit mládež od drog, gangů a chudoby poskytováním stipendií ve výcvikovém středisku Wild Samoans.

### Smrt
Dne 16. srpna roku 2024 oznámil jeho syn Samu, že zemřel na infarkt ve věku 80 let, necelé dva měsíce po smrti svého mladšího bratra Siky.

## Ocenění a úspěchy
- Big Time Wrestling
  - NWA World Tag Team Championship (2)
- Continental Wrestling Association
  - AWA Southern Tag Team Championship (1x)
- Georgia Championship Wrestling
  - NWA National Tag Team Championship (1x)
- Gulf Coast Championship Wrestling
  - NWA Gulf Coast Tag Team Championship (2x)
- International Wrestling Enterprise
  - IWA World Tag Team Championship (1x)
- Mid-South Wrestling Association
  - Mid-South Tag Team Championship (3x)
- NWA All-Star Wrestling
  - NWA Canadian Tag Team Championship (1x)
- NWA Mid-America
  - NWA United States Tag Team Championship (1x)
- Professional Wrestling Hall of Fame
  - Class of 2012 – Inducted as a member of the Wild Samoans
- Pro Wrestling Illustrated
  - PWI ranked him # 346 of the 500 best singles wrestlers of the "PWI Years" in 2003
  - PWI ranked him # 93 of the 100 best tag teams of the "PWI Years" with Sika in 2003
- Southeastern Championship Wrestling
  - NWA Southern Tag Team Championship (Southern Division) (2x)
- Stampede Wrestling
  - Stampede Wrestling International Tag Team Championship (2x)
- World Wrestling Entertainment / World Wrestling Federation
  - WWF Tag Team Championship (3x)
  - WWE Hall of Fame (2007)